# Janusz Sidło
Janusz Jan Sidło (Katowice, 1933. június 19. — Varsó, 1993. augusztus 2.) Európa-bajnok lengyel atléta, gerelyhajító.

## Pályafutása
Pályafutása alatt tizennégy alkalommal nyerte meg a lengyel bajnokságot gerelyhajításban. Öt Olimpián (1952, 1956, 1960, 1964, 1968) és öt Európa-bajnokságon (1954, 1958, 1962, 1966, 1969) szerepelt.
1953 októberében 80,15-dal új európai rekordot teljesített Jénában, 1956 júniusában pedig új világcsúcsot hajított 83,66-dal. Egyetlen olimpiai érmét Melbourne-ben szerezte, ahol a norvég Egil Danielsen mögött lett második. Janusz további három Európa-bajnoki érmet (két arany, egy bronz) szerzett karrierje során.
Két alkalommal, 1954-ben, és 1955-ben is őt választották az év lengyel sportolójának.

## Egyéni legjobbjai
- Gerelyhajítás - 86,22 méter (1970)